# Asteia striatifrons
Asteia striatifrons är en tvåvingeart som beskrevs av Malloch 1930. Asteia striatifrons ingår i släktet Asteia och familjen smalvingeflugor.
Artens utbredningsområde är Peru. Inga underarter finns listade i Catalogue of Life.